# Freibord (Zeitschrift)
Freibord. Zeitschrift für Literatur und Kunst ist eine 1976 von Gerhard Jaschke, Hermann Schürrer und Kollegen gegründete österreichische Literaturzeitschrift. Der Name „Freibord“ stammt aus der Schifffahrt bzw. Wasserwirtschaft und bezeichnet die Höhe des Schiffsbordes über dem Wasserspiegel.
Seit 1977 erscheint neben der Zeitschrift eine Buchreihe. Seit dem Tod Schürrers 1986 führte Gerhard Jaschke die Zeitschrift allein weiter. Ab 2013 erschien Freibord als FERIBORD bzw. FIREBORD (als Faltblatt mit lyrischen Texten).